# Championnats du monde de patinage artistique 1922
Navigation
Mondiaux 1914 Mondiaux 1923
Les championnats du monde de patinage artistique 1922 ont lieu le 29 janvier 1922 à la patinoire extérieure de Davos en Suisse pour les Couples, et du 4 au 6 février 1922 à la Stockholm en Suède pour les Messieurs et les Dames.  
Après sept éditions annulées de 1915 à 1921 en raison de la Première Guerre mondiale, les mondiaux sont organisés en Suisse et en Suède, deux pays restés neutres pendant tout le conflit mondial. 
La compétition des Couples à Davos est organisé le même jour que les championnats d'Europe des Messieurs.

## Podiums
| Épreuves                      | Or                               | Argent                                | Bronze                          |
| ----------------------------- | -------------------------------- | ------------------------------------- | ------------------------------- |
| Messieurs résultats détaillés | Gillis Grafström                 | Fritz Kachler                         | Willy Böckl                     |
| Dames résultats détaillés     | Herma Szabó                      | Svea Norén                            | Margot Moe                      |
| Couples résultats détaillés   | Helene Engelmann / Alfred Berger | Ludowika Jakobsson / Walter Jakobsson | Margaret Metzner / Paul Metzner |

## Tableau des médailles
| Rang  | Nation    | Or | Argent | Bronze | Total |
| ----- | --------- | -- | ------ | ------ | ----- |
| 1     | Autriche  | 2  | 1      | 1      | 4     |
| 2     | Suède     | 1  | 1      | 0      | 2     |
| 3     | Finlande  | 0  | 1      | 0      | 1     |
| 4     | Allemagne | 0  | 0      | 1      | 1     |
| 4     | Norvège   | 0  | 0      | 1      | 1     |
| Total | Total     | 3  | 3      | 3      | 9     |

## Détails des compétitions

### Messieurs
| Rang | Nom              | Nation   | Places | Points | Fig. impo. | Prog. libre |
| ---- | ---------------- | -------- | ------ | ------ | ---------- | ----------- |
| 1    | Gillis Grafström | Suède    | 7      |        |            |             |
| 2    | Fritz Kachler    | Autriche | 8      |        |            |             |
| 3    | Willy Böckl      | Autriche | 15     |        |            |             |
| 4    | Martin Stixrud   | Norvège  | 20     |        |            |             |

### Dames
| Rang | Nom         | Nation   | Places | Points | Fig. impo. | Prog. libre |
| ---- | ----------- | -------- | ------ | ------ | ---------- | ----------- |
| 1    | Herma Szabó | Autriche | 5      |        |            |             |
| 2    | Svea Norén  | Suède    | 11     |        |            |             |
| 3    | Margot Moe  | Norvège  | 14     |        |            |             |

### Couples
| Rang    | Nom                                   | Nation    | Places | Points |
| ------- | ------------------------------------- | --------- | ------ | ------ |
| 1       | Helene Engelmann / Alfred Berger      | Autriche  | 6      |        |
| 2       | Ludowika Jakobsson / Walter Jakobsson | Finlande  | 12.5   |        |
| 3       | Margaret Metzner / Paul Metzner       | Allemagne | 17.5   |        |
| 4       | Grete Weise / Georg Velisch           | Allemagne | 17     |        |
| 5       | Alexia Bryn / Yngvar Bryn             | Norvège   | 22     |        |
| Forfait | Yvonne Bourgeois / Francis Pigueron   | France    |        |        |